# Chiesa di Sant'Anna a Ripa
La chiesa di Sant'Anna a Ripa, anche nota come Sant'Anna de Marmorata e Sant'Anna dei Calzettari, era una chiesa di Roma che si trovava a ovest dell'angolo tra il clivo di Rocca Savella e la via di Santa Maria in Cosmedin, alle pendici dell'Aventino, nel rione Ripa. Era dedicata a sant'Anna, la madre della Vergine Maria.

## Storia
Prima del 1745, questa chiesa era nota con il nome di "Sant'Anna de Marmorata". In età tardoantica, "Marmorata" era il nome di un quartiere di Roma che iniziava dall'area dove poi sorse la chiesa di Santa Maria in Cosmedin e che occupava la stretta fascia di territorio tra il colle Aventino e il fiume Tevere, oltre a comprendere la strada che correva attorno al versante occidentale del colle fino alla porta San Paolo (l'odierna via Marmorata).
La chiesa venne menzionata per la prima volta nel catalogo di Cencio Camerario (redatto nel 1192) e in seguito nel catalogo di Torino (del 1320 circa) come Ecclesia sancte Anne de Marmorata. Secondo Antonio Nibby, questa chiesa sarebbe stata fondata dai palafrenieri, i paggi della corte papale nel tredicesimo secolo. Se così fosse, ciò renderebbe questa chiesa l'antenata della chiesa di Sant'Anna dei Palafrenieri, nella Città del Vaticano.
Nel quattordicesimo secolo, alla chiesa era annesso un piccolo monastero per quattro monaci, motivo per cui era chiamato "eremitorio". Nel Medioevo, il clivo era la via d'accesso per i monasteri più importanti dell'Aventino, e questo piccolo complesso ne vigilava l'ingresso.
Nel 1650, la chiesa passò ai calzettari, la corporazione dei fabbricanti di calze, che la fecero restaurare completamente nel 1745. Nel diciannovesimo secolo è probabile che nella chiesa risiedesse ancora un eremita. In una data incerta alla fine del diciannovesimo secolo, l'intero complesso venne demolito e sostituito da un edificio moderno sulla cui facciata si trova un rilievo di sant'Anna.

## Descrizione

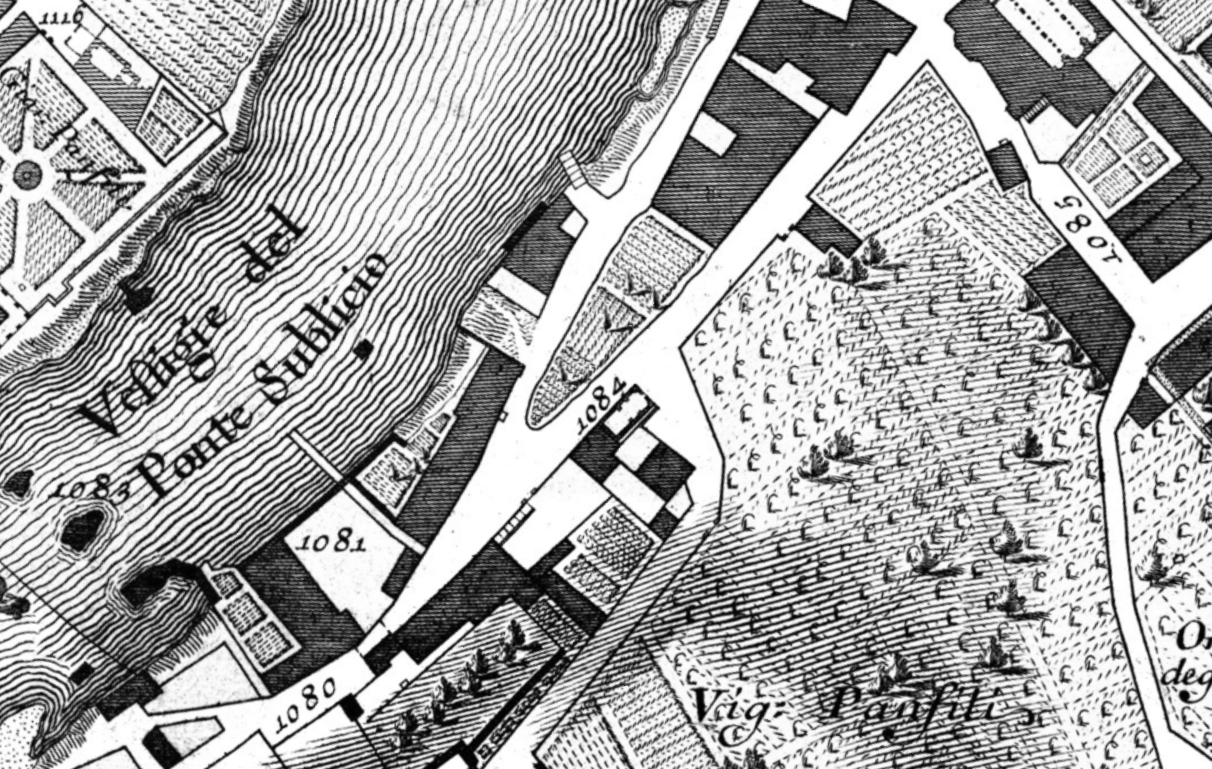
La chiesa (indicata dal numero 1084) nella mappa di Giovanni Battista Nolli (1748).

La chiesa si trovava all'angolo tra il clivo e la via di Santa Maria in Cosmedin. L'edificio moderno che sorge attualmente sul posto presenta un terrazzo aggettante dinnanzi a una facciata con un frontone: l'entrata della chiesa si trovava dove oggi si trova la sezione più breve del muro dell'angolo. Nel diciottesimo secolo la parete destra della chiesa si affacciava sulla strada. L'edificio era un rettangolo semplice con quattro pilastri nelle pareti laterali che sostenevano il tetto. Non sono sopravvissute delle descrizioni dell'interno.